# Bernardo Kastrup

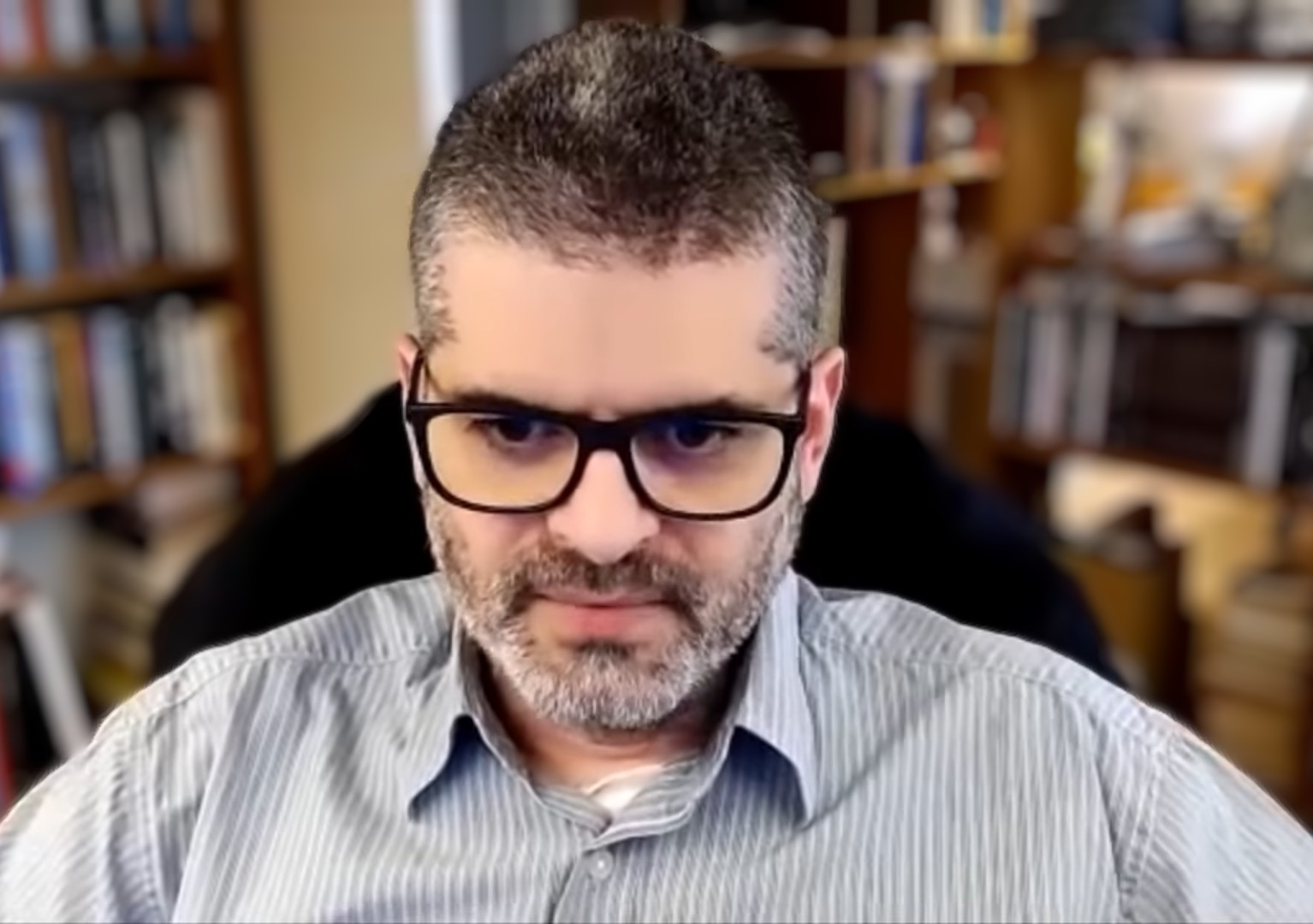
Bernardo Kastrup, 2021

Bernardo Kastrup (* 21. Oktober 1974 in Niterói) ist ein niederländischer Philosoph und Computeringenieur.

## Leben
Kastrup hat in Philosophie (Fachgebiet Philosophie des Geistes und Ontologie) und in Computeringenieurwesen (Fachgebiet Reconfigurable Computing und Künstliche Intelligenz) promoviert. Kastrup ist leitender Direktor der Essentia Foundation, die sich aus der Perspektive verschiedener wissenschaftlicher Disziplinen kritisch mit dem Materialismus beschäftigt und alternativen Theorien eine Plattform bietet.

## Philosophie
Kastrup vertritt einen gegen den Physikalismus gerichteten Analytischen Idealismus. Er hat den Anspruch, die Erkenntnisse der Analytischen Philosophie und der Naturwissenschaften mit der klassischen Metaphysik zu verbinden. Im Zentrum steht dabei die idealistische Theorie, dass alles Seiende substantiell Bewusstsein sei. Mit dieser Theorie stellt sich Kastrup in die Tradition des idealistischen Essentialismus von George Berkeley und Karl Christian Friedrich Krause.

## Werke (Auswahl)
- Rationalist Spirituality. Iff Books, 2011.
- Dreamed up Reality. Iff Books, 2011.
- Meaning in Absurdity. Iff Books, 2012.
- Why Materialism Is Baloney. Iff Books, 2014.
- Brief Peeks Beyond. Iff Books, 2015.
- More Than Allegory. Iff Books, 2016.
- The Idea of the World. Iff Books, 2019.
- Analytic Idealism: A consciousness-only ontology. Dissertation, Radboud University Nijmegen, 2019. (Digitalisat)
- Decoding Schopenhauer’s Metaphysics. Iff Books, 2020.
- Decoding Jung’s Metaphysics. Iff Books, 2021.
- Science Ideated. Iff Books, 2021.
- Conception of Human Being in Analytical Idealism. How Human and Cosmos are Interlinked Through Consciousness. In: Human affairs 33, 2023, Nr. 2, S. 224–236.
- Analytic Idealism in a Nutshell. Iff Books, 2024.
- The Daimon and the Soul of the West. Iff Books, 2025.